# Eliezer Kaplan

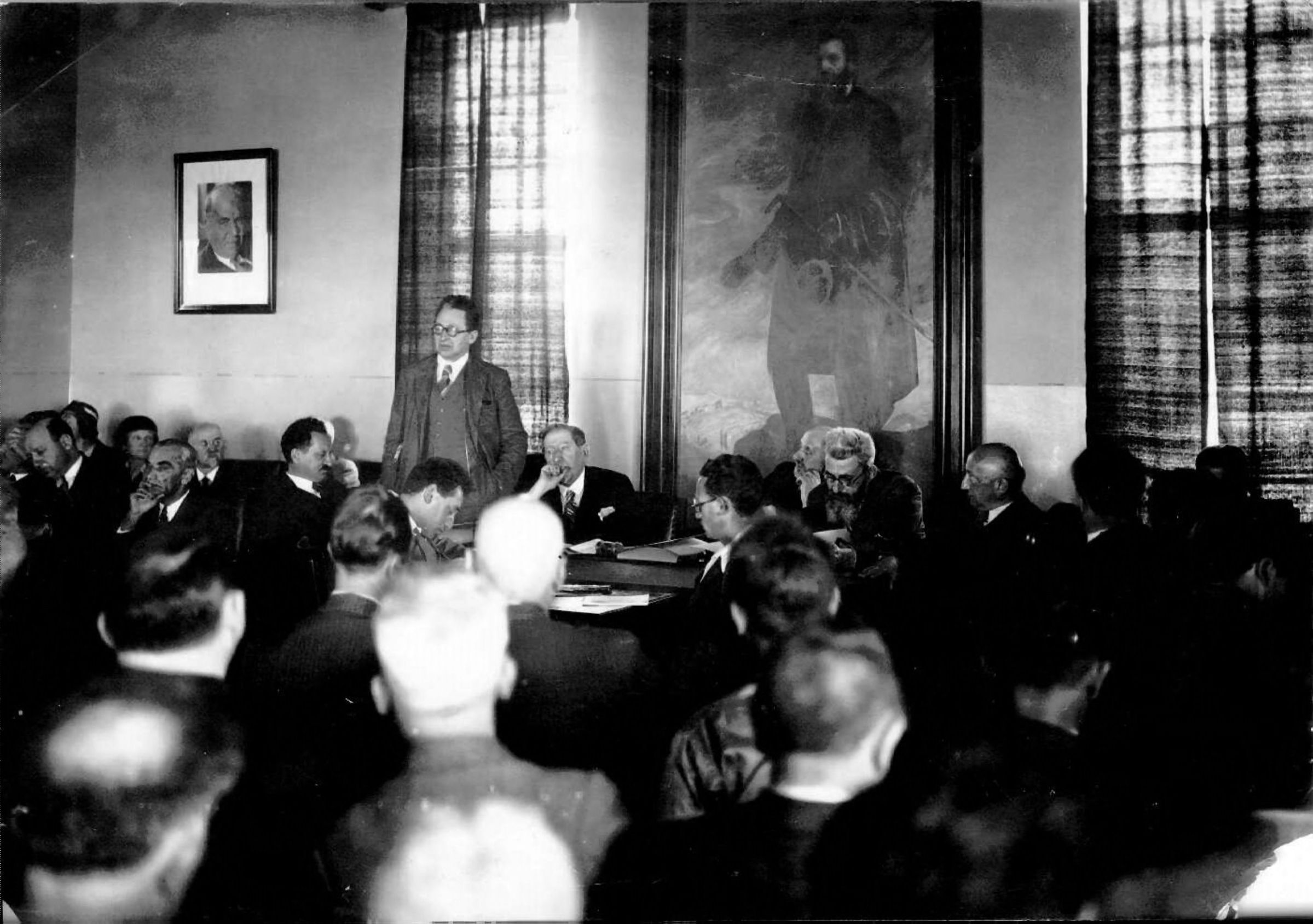
Yitzhak Ben-Zvi, Presidente del Comité Nacional, se dirige a la Reunión del Consejo General Sionista en Jerusalén. De derecha a izquierda: I. Rupaisen, Ben-Zion Mossinson, H. Farbstein, Nahum Sokolow, Yitzhak Ben-Zvi, Yosef Sprinzak, IL Goldberg, Shmaryahu Levin, Eliezer Kaplan (1935)

Eliezer Kaplan (en hebreo: אליעזר קפלן‎; en bielorruso: Эліэзер Каплан); (Minsk, 27 de enero de 1891 - Tel Aviv, 13 de julio de 1952) fue un activista sionista, político israelí, uno de los signatarios de la Declaración de Independencia de Israel y primer ministro de Finanzas y vice primer ministro del país.

## Biografía
Nacido en Minsk, Imperio Ruso (actualmente Bielorrusia), Kaplan asistió a una escuela secundaria jeder y en Łowicz. Se unió al Partido Socialista Sionista en 1905 y fue uno de los fundadores de Juventud de Sión - movimiento Renovación en 1908, elegido secretario de su rama de la Región de Minsk en 1912. También ayudó a fundar el movimiento Juventud de Sión en Rusia en 1912 y fue miembro de su comité central. En 1917, se graduó de un politécnico de Moscú como ingeniero de construcción.
En 1919, Kaplan fue miembro de la delegación ucraniana en la Conferencia de Paz de Versalles. Al año siguiente emigró a Eretz Israel y participó en la fusión de la Juventud de Sion con Hapoel Hatzair para formar Hitachdut, y luego de su participación en la Conferencia de la Federación Sionista en Londres, fue elegido miembro del Comité Ejecutivo Sionista. Poco tiempo después fue enviado a Berlín para dirigir la oficina mundial de Hitachdut.
Kaplan regresó al Mandato británico en 1923 y se unió a la Oficina de Obras Públicas de la Histadrut. Director del departamento técnico del municipio de Tel Aviv entre 1923 y 1925, fue elegido miembro del consejo de la ciudad de Tel Aviv en 1925 y permaneció en el consejo hasta 1933. Ese año se unió a la junta de la Agencia Judía para Israel y se desempeñó como su tesorero hasta 1948.
Miembro de la Asamblea de Representantes, el 14 de mayo de 1948 Kaplan fue una de las personas que firmaron la Declaración de Independencia de Israel, y fue nombrado inmediatamente Ministro de Finanzas en el gobierno provisional. Fue elegido miembro de la primera Knesset como miembro del Mapai, y retuvo el cargo de Ministro de Finanzas, convirtiéndose también en Ministro de Comercio e Industria en el primer gobierno de Ben-Gurion. En el segundo gobierno, la cartera de Comercio e Industria se le dio a Yaakov Geri, pero Kaplan siguió siendo Ministro de Finanzas.
Conservó su escaño y su cartera tras las elecciones de 1951 y en junio de 1952 se convirtió en el primer vice primer ministro del país. Sin embargo, murió tres semanas después.
El Centro Médico Kaplan en Rehovot construido en 1953, el suburbio Kiryat Eliezer de Netanya, el vecindario Eliezer de Kfar Saba, Kaplan Street en Tel Aviv y Kaplan Street en Kiryat HaMemshala (complejo gubernamental) de Jerusalén fueron nombrados en su honor.